# ميلتون جيمس
ميلتون جيمس (بالإنجليزية: Milton James)‏ هو ممثل أمريكي، ولد في 23 فبراير 1942، وتوفي في 2018.

## وصلات خارجية
- ميلتون جيمس على موقع IMDb (الإنجليزية)
- ميلتون جيمس على موقع قاعدة بيانات الفيلم (الإنجليزية)